# 楊思健
楊思健（1988年—），是香港民主派人士，前香港沙田區議會廣源選區議員。他在2019年香港區議會選舉中擊敗新民黨及公民力量黨員陳敏娟，成為沙田區議員。

## 從政
2019年8月7日，廖栢康聯同黨友廖栢康及當時正考慮參選區議會者（屬荃灣區的劉肇軒、謝旻澤、屬葵青區的王天仁、蔡雅文、屬深水埗區的林倩同、冼錦豪）向港鐵請願及遞交公開信。他們指，連串發生在港鐵站衝突令人擔心乘港鐵時的安全，要求港鐵透過車站的閉路電視片交代真相，解釋為何港鐵在7月21日及27日於元朗站發生的衝突中未有適時處理及保護乘客，以及香港警務處在7月27日於該站內使用胡椒噴霧時，為何未有安排列車疏散市民，並促請港鐵誠實地檢討事件，向傷者、公眾及受影響的港鐵員工公開道歉。他們也同時要求港鐵為前線員工提供清晰指引以確保未來不會有同樣的失當處理，及在沒有證據證明乘客違法時保證不會向任何機構提供乘客的交通紀錄及個人資料。

### 2019年區議會選舉
2019年區議會選舉，政治素人楊思健以超過1000之差擊敗陳敏娟，成功當選。
| 政党   | 政党            | 候选人    | 票数  | %     | ±      |
| ------ | --------------- | --------- | ----- | ----- | ------ |
|        | 源居民          | ①. 楊思健 | 3,982 | 57.74 | 不適用 |
|        | 新民黨/公民力量 | ②. 陳敏娟 | 2,914 | 42.26 |        |
| 多数票 | 多数票          | 多数票    | 1,068 | 15.48 | 不適用 |

### 區議員生涯
2020年1月7日，逾30名沙田區議員及百多名市民，在沙田大會堂「百步梯」參與由地區組織「沙田一隅」發起的「和你plan」活動，讓市民討論社區事務，其中不少人提議建立社區連儂牆。而最關注的議題是「成立地區監警會」及「擴大黃色經濟圈」，其次為「定期舉行居民大會」。